# 全缘华北八宝
全缘华北八宝（学名：Hylotelephium tatarinowii var. integrifolium）为景天科八宝属下的一个变种。

## 扩展阅读
- 維基物種上的相關：全缘华北八宝